# Rosabella: la storia italiana di Orson Welles
Rosabella: la storia italiana di Orson Welles è un film documentario del 1993 diretto da Ciro Giorgini e Gianfranco Giagni. È stato presentato alla 50ª Mostra internazionale d'arte cinematografica di Venezia.
La pellicola rievoca il "periodo italiano" di Orson Welles."Rosabella" è la traduzione, proposta dal primo adattamento italiano, di "Rosebud", l'oggetto al centro della storia di Charles Foster Kane, il personaggio principale di Quarto potere (1941), film d'esordio di Welles.

## Trama
Viene ripercorso il movimentato e saltuario soggiorno italiano di Orson Welles dagli anni cinquanta agli anni settanta. Welles, sempre in cerca di finanziamenti per girare i suoi film, spesso realizzati in lunghi archi di tempo e in modo fortunoso e discontinuo, accumula debiti, amori, amicizie e pellicole, rievocati da interviste ad amici e collaboratori e tramite materiale di repertorio.